# Factor de aceptación femenino
El Factor de Aceptación Femenino (FAF), en inglés 'Woman Acceptance Factor', 'Woman Approval Factor' o 'Wife Acceptance Factor' (WAF) es la llamada estimación de aceptación o rechazo por parte de la pareja femenina de una nueva adquisición.
Se basa en el cliché de que los hombres se guían por una cierta tecnofilia en lo que se refiere a adquisiciones como Home cinema o PCs, desatendiendo los aspectos femeninos de estética, diseño y consideraciones prácticas/financieras. La primera referencia conocida al factor fue en un artículo de 1989 acerca de la rebelión de las esposas contra los «altavoces excesivamente grandes».[cita requerida]

## Definición
El Factor de Aceptación Femenina es inversamente proporcional a la posible cantidad de conflicto resultante de los diferentes puntos de vista. Cuanto más bajo sea el FAF, más persuasión será necesaria, o más conflicto provocará la adquisición. Un FAF de 0 significa rechazo total, mientras que un FAF de 1 significa aceptación completa.
Podemos encontrar conflicto potencial en:
- Necesidad/uso práctico cuestionable
- Coste inicial de adquisición alto o alto coste de mantenimiento
- Cantidad de tiempo que el marido dedica a la nueva compra
- Deficiencias estéticas, como chasis grande o feo o manojos de cables a la vista
- Necesidad de trabajo de construcción, como apertura de orificios en paredes
- Ruido constante de ventiladores, discos duros, etc.
- Consideraciones de espacio
- Número total de mandos a distancia
- Desafíos impuestos por programas en beta, interfaz de usuario, etc.

## Ejemplos
Un ejemplo de un FAF bajo sería un vídeo proyector con un montaje provisional en el techo y un fajo grande de cables negros, que necesita 3 minutos de calentamiento antes de poder usarse para ver las noticias, si todos los selectores de entrada/salida en el receptor y el equipo estéreo están correctamente ajustados, con tres mandos a distancia distintos.
Ejemplos con FAF alto son dispositivos con diseño estético, fáciles de usar como el iPod, o muebles para ordenador que esconden los cables y conectores.
- Datos: Q1848635